# The Essanay-Chaplin Revue of 1916
The Essanay-Chaplin Revue of 1916 è un film di montaggio muto del 1916 interpretato da Charlie Chaplin. L'antologia comprende i cortometraggi (in ordine di apparizione) Il vagabondo, Il debutto di Charlot e Le notti bianche di Charlot  girati nel 1915. Attraverso il lavoro di modifica e riedizione del montaggio, la casa di produzione aveva cercato di realizzare un nuovo film riutilizzando il girato dei tre film, cercando di dare una unità e continuità narrativa alla sceneggiatura e alla trama del film, anche in contrasto e senza tenere in nessuna considerazione le originali intenzioni di Chaplin. In realtà si trattò dunque di una mera manovra di speculazione commerciale per cercare di sfruttare la notorietà e la capacità attrattiva di pubblico di Chaplin, il cui contratto con la casa di produzione era scaduto. Le scene di collegamento necessarie all'unità narrativa furono realizzate "ex novo" con l'utilizzo di una controfigura di Chaplin, Graham Douglas.

## Trama
Charlot viene assunto negli studi cinematografici Keystone per un breve ruolo. Tuttavia il vagabondo rimane affascinato dalle brillanti macchinazioni, scenografie e costumi del posto e tarderà molto a giungere a destinazione per la sua parte, facendo imbestialire i regista. Di seguito Charlot s'intrufola in un altro film dove gli danno la parte di un soldato Ussaro, ma anche qui l'intrepido vagabondo combinerà guai a non finire avvalendosi dell'aiuto della sua baionetta.
Giunta la notte, il combinaguai Charlot incontra un amico, un tipo buffo e assai strabico, con cui va a bere al night club finché non si sbronza. I due dato che combinano pasticci a non finire e minacciano di far perdere al locale vari clienti, vengono cacciati malamente da un corpulento cameriere. Charlot e l'amico scelgono un albergo dove andare a dormire, tuttavia entrati in camera scoprono che il muro è adiacente a quello di un'affascinante ragazza, che attira la loro attenzione. Charlot si avventura per conoscere meglio la sua compagna, ma scopre che lei è la fidanzata del grosso cameriere che lo aveva cacciato poche ore prima. Egli cerca di scappare quando giunge l'uomo ma per un equivoco deve nascondere la ragazza sotto il suo letto. Quando il cameriere scoprirà entrambi per l'abbaio di un cagnolino sarà la fine.
In una campagna una bella ragazza viene aggredita ad un gruppo di briganti che le vogliono rubare i soldi dalla borsetta. Il vagabondo Charlot che si trovava a passare da quelle parti interviene e mette tutti fuori combattimento. La donna invita il salvatore a mangiare qualcosa in casa sua e il padre, da massaro che è, gli dà un lavoro assumendolo assieme ai suoi contadini. Charlot si spacca la schiena e fatica nel portare sacchi e nello scavare la terra, pasticciando ogni tanto, ma sgobbando solo per l'amore che prova per la ragazza che ha salvato. Però alla fine della storia Charlot, avendo sventato un nuovo complotto dei banditi che ha picchiato precedentemente, scopre che la ragazza ha un fidanzato, così le scrive una lettera spiegando che si era sbagliato sulle sue aspettative e si allontana mortificato.